# Seamill
Seamill är en ort i Storbritannien.   Den ligger i kommunen North Ayrshire och riksdelen Skottland, i den nordvästra delen av landet, 600 km nordväst om huvudstaden London. Seamill ligger 15 meter över havet och antalet invånare är 526.
Terrängen runt Seamill är platt söderut, men åt nordost är den kuperad. Havet är nära Seamill åt sydväst.  Närmaste större samhälle är Irvine, 15,0 km sydost om Seamill.